# Ceapaevca, Drochia
Ceapaevca (Mihnea Vodă) este un sat din cadrul comunei Șalvirii Vechi din Raionul Drochia, Republica Moldova.

## Demografie

### Structura etnică
Structura etnică a satului conform recensământului populației din 2004:
| Grup etnic         | Populație | % Procentaj |
| ------------------ | --------- | ----------- |
| Moldoveni / Români | 61        | 18,05%      |
| Ucraineni          | 274       | 81,07%      |
| Ruși               | 1         | 0,3%        |
| Evrei              | 1         | 0,3%        |
| Alții              | 1         | 0,3%        |
| Total              | 338       | 100%        |